# ليثي
ليثي (باليونانية: Λήθη)‏ هو أحد الأنهار الخمسة في العالم السفلي أو أنهار هاديس، والذي تتحدث عنه الأساطير الإغريقية والرومانية. وكلمة ليثي كلمة يونانية تعني النسيان. وتحكي الأساطير الرومانية والإغريقية أن الشُّرب من هذا النهر يجعل أرواح الموتى تتقمص أجسادًا جديدة تجعلها تنسى ما حدث لها في حياتها السابقة في العالم السفلي. ومن ثم فإن هذه الأنهار الخمسة تشكل حدودًا فاصلة بين أرض الأحياء وأرض الأموات. استعمل الكثير من الشعراء الغربيين ليثي رمزًا للنسيان أو للنوم الشبيه بالموت.
يرد نهر النسيان في الأساطير الإغريقية ليجسد منبعاً من ينابيع العالم الآخر يشرب منه الموتى لينسوا ما كانت عليه حالهم في الحياة الدنيا. إنَّ كلمة «لثيه» تعني في الإغريقية «النسيان».و نهر ليثي أو نهر النسيان في الأساطير الإغريقية والرومانية هو أحد الأنهار الخمسة في العالم السفلي، والأنهار الأربعة الأخرى تبدأ بنهر ستيكس (نهر الكراهية)، ونهر أكرون (نهر الحزن) ونهر كوكايتس (نهر الرثاء)، ونهر فلاغيثن (نهر النار).

## النهر في الشعر
كتب الشاعر الفرنسي بودلير قصيدة وسماها «نهر النسيان» LE LETHE:

### نهر النسيان
تعالي إلى قلبي أيتها الروح القاسية الصمّاء
أيها النمر المعبود والوحش اللامبالي
أريد أن أغرق أصابعي المرتجفة
في عمق شعرك الكث
وأن أدفن رأسي الموجع
في تنانيرك المملوءة بعطرك
وأن أستنشق الأثر الناعم لحبي الراحل
كأنه زهرة ذابلة
أريد أن أنام. أن أنام لا أن أعيش
أنام في رقاد أحلى من الموت
وسأنثر قبلاتي بلا ندم
على جسدك الجميل المصقول كالنحاس
ولكي أدفن عبراتي وأهدئها
لا شيء عندي يعادل لجّة مضجعك
فالنسيان القادر يسكن حول فمك
ونهر النسيان يتدفق من قبلاتك
وإني أستسلم لقدري مختاراً هانئاً
كشهيد مطيع بريء محكوم
لكن ورعه يزيد في عذابه
ولأغرق حقدي سوف أشرب
شراب النسيان وماء الشوكران
من على أطراف جيدك الجميل
الذي لم يأسر قلباً مطلقاً

## الميثولوجيا
نهر ليثي أو نهر النِسيان هو أحد الأنهار الخمسة في العالم السفلي، والأنهار الأربعة الأخرى تبدأ بنهر ستيكس (نهر الكراهية)، نهر اكرون (نهر الحزن)، نهر كوكايتس (نهر الرثاء)، نهر فلاغيثن (نهر النار).